# Neuroinformatik
Neuroinformatik är ett forskningsområde som sysslar med organiseringen av neurovetenskap-data genom tillämpning av beräkningsmodeller och analytiska verktyg. Forskningsområdet är viktigt för integration och analys av stora mängder experimentell data. Neuroinformatik ger beräkningsverktyg, matematiska modeller, och skapandet av kompatibla databaser för kliniker och forskare. Neurovetenskap är ett heterogent fält, som består av många och olika subdiscipliner (t.ex. kognitiv psykologi, beteende neurovetenskap och beteende-genetik). 